# Parunak Ferukhan
Parunak Ferukhan (en armenio: Բարունակ Ֆէրուխան; Estambul, 1884 – 1915) fue un famoso violinista armenio, funcionario del Ministerio de Finanzas y Oficial del Bakırköy (Makriköy). Fue víctima del genocidio armenio.

## Biografía
De descendientes armenios, Parunak Ferukhan nació en 1884, en la ciudad de Estambul, Imperio otomano. Durante el genocidio armenio,  perteneció al segundo convoy con solo dos sobrevivientes que abandonaron Çankırı, el 19 de agosto de 1915. Fue encarcelado en Ankara entre el 20 y 24 de agosto, y asesinado mientras era llevado hacia Yozgat.